# Saint-Nicolas-des-Bois (Manche)
Saint-Nicolas-des-Bois település Franciaországban, Manche megyében. Lakosainak száma 92 fő (2022. január 1.). Saint-Nicolas-des-Bois La Chaise-Baudouin, Les Loges-sur-Brécey, Notre-Dame-de-Livoye, Saint-Jean-du-Corail-des-Bois és Saint-Martin-le-Bouillant községekkel határos.

## Népesség
A település népessége az elmúlt években az alábbi módon változott:
| Lakosok száma | 147  | 115  | 119  | 114  | 105  | 99   | 86   | 81   | 79   | 92   |
|               | 1968 | 1982 | 1990 | 2006 | 2013 | 2015 | 2017 | 2019 | 2020 | 2022 |